# 진안초등학교 (경기)
진안초등학교는 대한민국 경기도 화성시에 있는 공립 초등학교이다.

## 학교 연혁
- 2004년 9월 1일 진안초등교 개교, 12학급편성인가(유치원1학급), 이정순 교장 부임
- 2005년 6월 13일 시청각실 내부시설 완공(180석 규모)
- 2005년 12월 15일 희망경기교육 유공 유치원 표창(경기도교육감)
- 2006년 3월 1일 경기도교육청 지정 국어과교육 연구학교
- 2006년 9월 1일 다목적강당 시설 완공(889m2 규모)
- 2006년 11월 29일 제7회 학교홈페이지 경연대회 은상(경기도교육감)
- 2007년 12월 18일 2007 으뜸화성교육 유공학교 표창(화성교육장)
- 2008년 12월 12일 2008 열린학교 홈페이지 한마당축제 표창(경기도교육감)
- 2009년 2월 16일 제2 과학실 현대화 시설 완공
- 2009년 2월 28일 제2 컴퓨터실 시설 완공
- 2009년 3월 1일 제2대 홍영숙 교장 부임
- 2009년 4월 6일 초등보육교실 시설 완공
- 2010년 9월 1일 제3대 김성완 교장 취임
- 2011년 9월 18일 옥상 방수 공사 완성
- 2011년 10월 31일 2011 영재교육기관 평가 우수기관 표창(경기도교육감)
- 2011년 2월 3일 2012년도 교육복지우선지원사업 학교 선정(경기도교육청)
- 2012년 2월 14일 제8회 졸업장 수여식(졸업생수: 147명, 누적졸업생수: 948명)
- 2012년 3월 1일 35학급편성인가(유치원 2학급, 특수학급 1학급)
- 2013년 2월 15일 제9회 졸업장수여식(졸업생수 179명, 누적졸업생수 1127명)
- 2013년 3월 1일 창의지성모델 예비지정학교 운영
- 2013년 3월 1일 36학급편성인가(유치원 2학급, 특수학급 1학급)
- 2014년 2월 21일 제10회 졸업장수여식(졸업생수 169명, 누적졸업생수 1296명)
- 2014년 3월 1일 창의지성모델학교 운영(화성시 지정)
- 2014년 3월 1일 42학급편성인가(유치원 2학급, 특수학급 1학급)
- 2014년 9월 1일 제4대 강관석 교장 취임
- 2015년 2월 17일 제11회 졸업장수여식(졸업생수 160명, 누적졸업생수 1,456명)
- 2015년 3월 1일 42학급편성인가(유치원 2학급, 특수학급 1학급)